# Musée le Grammairien
Pour les articles homonymes, voir Musée (homonymie).
Musée (en grec ancien Μυσαῖος / Musaĩos), dit le Grammairien, est un poète égyptien de langue grecque, sans doute postérieur à Nonnos de Panopolis  dont il a certainement subi l'influence, et contemporain de Procope de Gaza (v. 465-528).
On a conservé de lui un épyllion intitulé Héro et Léandre, récit amoureux se situant sur l'Hellespont. Ce récit reprend quasiment les mêmes traits que le roman Leucippé et Clitophon d'Achille Tatius.